# Virginia Eliza Clemm Poe
Virginia Eliza Clemm Poe de domo Clemm (ur. 15 sierpnia 1822 w Baltimore, zm. 30 stycznia 1847 w Nowym Jorku) – żona amerykańskiego pisarza Edgarda Allana Poego.
Para była rodzeństwem ciotecznym i wzięła ślub, gdy Virginia Clemm miała 13, a Poe – 27 lat. Niektórzy biografowie sugerowali, że łącząca ich relacja przypominała bardziej stosunki pomiędzy rodzeństwem niż małżeństwem, a związek być może nigdy nie został skonsumowany. W styczniu 1842 roku Virginia nabawiła się gruźlicy i z powodu tej choroby, mając 24 lata, zmarła w styczniu 1847 roku w rodzinnym domku pod Nowym Jorkiem.
Zanim Virginia Clemm i Edgar Allan Poe wzięli ślub, przez kilka lat z przerwami mieszkali razem z innymi członkami rodziny. Para często zmieniała miejsce zamieszkania, by przystosować się do pracy, którą podejmował Poe, mieszkając okresowo w Baltimore, Filadelfii i Nowym Jorku. Kilka lat po ślubie Poe został zamieszany w poważny skandal z Frances Sargent Osgood i Elizabeth Fries Ellet. Plotki dotyczące miłosnych niestosowności ze strony męża tak bardzo wpłynęły na Virginię Poe, że na łożu śmierci twierdziła, iż to Ellet ją zamordowała. Po śmierci ciało Virginii spoczęło ostatecznie obok ciała męża pod tym samym nagrobkiem na cmentarzu Westminster Hall and Burying Ground w Baltimore, w stanie Maryland. Poświadczono autentyczność tylko jednego wizerunku Virginii Clemm Poe: portretu namalowanego akwarelami kilka godzin po jej śmierci.
Choroba i śmierć żony miały istotny wpływ na Edgarda Allana Poego, który popadł w przygnębienie i zaczął pić, by jakoś poradzić sobie ze stratą. Uważa się, że walka Virginii z chorobą i jej zgon wpłynęły na poezję i prozę Poego, w których częstym motywem są umierające młode kobiety, jak w przypadku „Annabel Lee”, „Kruka” czy „Ligei”.

## Życiorys

### Młodość

Drzewo genealogiczne rodziny Poe

Virginia Eliza Clemm urodziła się w 1822 roku. Imiona dostała po starszej siostrze, która umarła jako niemowlę zaledwie dziesięć dni wcześniej. Ojciec Virginii, William Clemm Junior, zajmował się handlem narzędziami metalowymi w Baltimore. Ożenił się z Marią Poe, matką Virginii, 12 lipca 1817 roku po śmierci pierwszej żony, Harriet, siostry ciotecznej Marii. Clemm miał pięcioro dzieci z pierwszego małżeństwa i kolejnych troje z Marią. Umierając w 1826 roku, nie pozostawił wiele rodzinie, a krewni odmówili jej wsparcia finansowego, ponieważ byli przeciwni temu małżeństwu. Maria wspierała rodzinę, szyjąc i przyjmując lokatorów, wspomagana roczną rentą w wysokości 240 dolarów, którą dostawała jej sparaliżowana, przykuta do łóżka matka, Elizabeth Cairnes. Elizabeth otrzymywała rentę w imieniu swojego zmarłego męża, „Generała” Davida Poego, byłego kwatermistrza z Maryland, który pożyczył pieniądze państwu.
Edgar Poe po raz pierwszy spotkał swoją cioteczną siostrę Virginię w sierpniu 1829 roku, cztery miesiące po zwolnieniu z Armii Stanów Zjednoczonych. W tym czasie Virginia miała siedem lat. W 1832 roku rodzina – składająca się z Elizabeth, Marii, Virginii i jej brata Henry’ego – dzięki rencie Elizabeth mogła wynająć dom przy ówczesnej North Amity Street w Baltimore. Starszy brat Poego, William Henry Leonard Poe, który mieszkał z rodziną, zmarł 1 sierpnia 1831 roku. Poe dołączył do rodziny w 1833 roku. Bardzo szybko oczarowała go ich sąsiadka, Mary Devereaux. Młodziutka Virginia była pośrednikiem między Mary i Edgarem, w pewnym momencie odebrała nawet od Devereaux pukiel włosów, by przekazać go Poemu. Elizabeth Cairnes Poe zmarła 7 lipca 1835 roku, pozbawiając rodzinę źródła dochodu, przez co ich sytuacja finansowa jeszcze bardziej się pogorszyła. W tym okresie, czyli jeszcze przez 1836 rokiem, zmarł też Henry, a Virginia została jedynym ocalałym dzieckiem Marii Clemm.
W sierpniu 1835 roku Poe zostawił pozbawioną środków do życia rodzinę i przeprowadził się do Richmond w stanie Wirginia, by podjąć pracę w czasopiśmie Southern Literary Messenger. Pod nieobecność Poego w Baltimore inny kuzyn, Neilson Poe, mąż przyrodniej siostry Virginii, Josephine Clemm, dowiedział się, że Edgar rozważał małżeństwo z Virginią. By zapobiec małżeństwu dziewczyny z Edgarem w tak młodym wieku, Neilson zaproponował objęcie przez siebie opieki nad Virginią i zapewnienie jej edukacji, choć zasugerował również, że można by ponownie rozważyć możliwość zaślubin w przyszłości. Edgar nazwał Neilsona, który był właścicielem jednej z ukazujących się w Baltimore gazet, swoim „najzacieklejszym wrogiem”, postrzegając działania kuzyna jako próbę zerwania swojej znajomości z Virginią. Dwudziestego dziewiątego sierpnia 1835 roku Edgar napisał pełen emocji list do Marii, wyznając: „zalewałem się łzami, pisząc go” i błagając, by pozwoliła Virginii podjąć samodzielną decyzję. Poe, ośmielony posadą w Southern Literary Messenger, zaproponował pomoc finansową dla Marii, Virginii i Henry’ego, jeśli przeprowadziliby się do Richmond.

### Małżeństwo

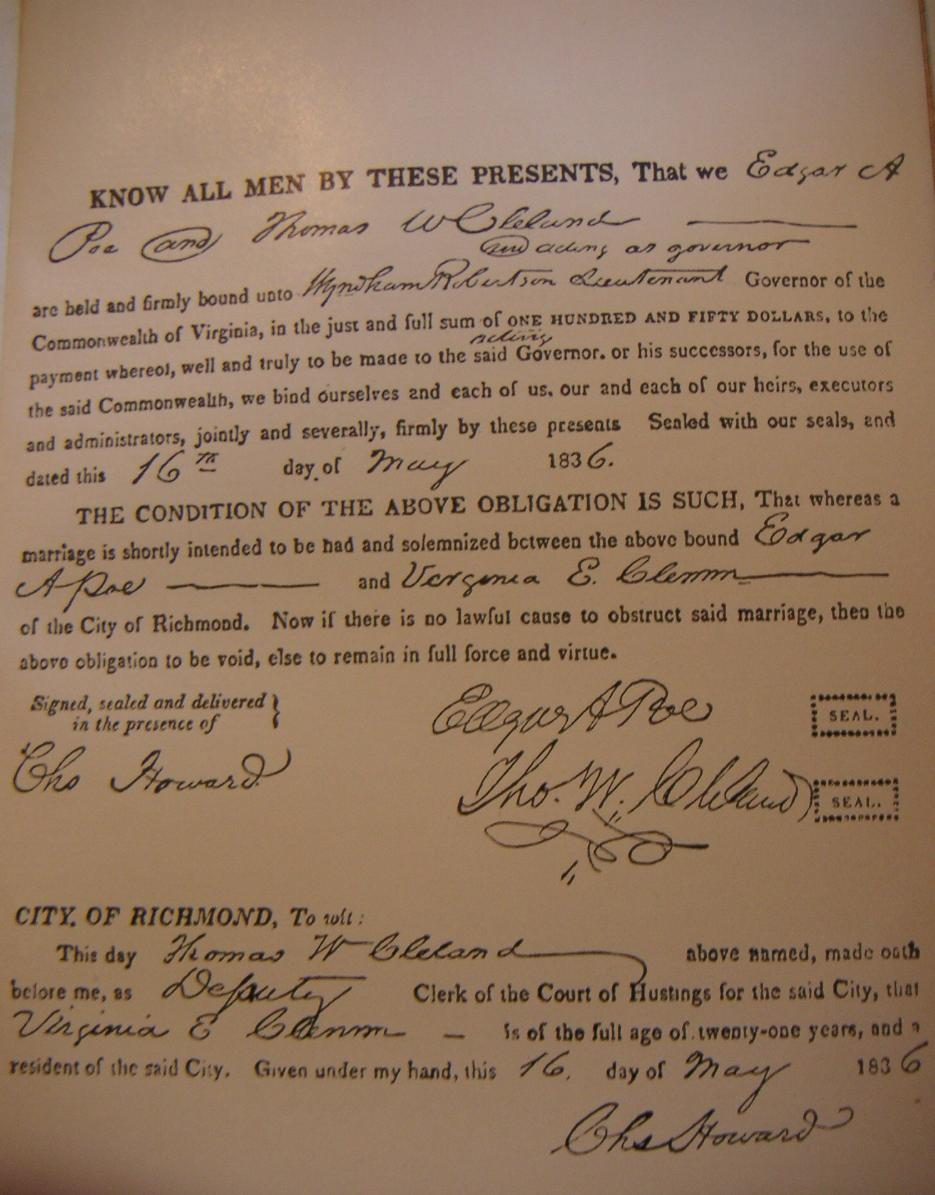
Akt ślubu Virginii i Edgara

Plany dotyczące małżeństwa zostały potwierdzone i 22 września 1835 roku Poe wrócił do Baltimore, by wnieść podanie o zezwolenie na zawarcie małżeństwa. Równie dobrze para mogła pobrać się po cichu, choć relacje dotyczące tego pozostają niejasne. Ich jedyna ceremonia publiczna odbyła się w Richmond 16 maja 1836 roku, gdzie ślubu udzielił im prezbiteriański pastor, wielebny Amasa Converse. Poe miał 27, a Virginia 13 lat, choć w dokumentach jej wiek określono na 21 lat. Więzy małżeńskie zawarto w Richmond, a jednym z dokumentów było pisemne oświadczenie złożone pod przysięgą przez Thomasa W. Clelanda, w którym mężczyzna potwierdzał domniemany wiek panny młodej. Ceremonia odbyła się wieczorem w domu pani Jamesowej Yarrington, właścicielki pensjonatu, w którym zatrzymali się Poe, Virginia i jej matka Maria Clemm. Pani Yarrington pomogła Marii Clemm upiec tort i przygotowała posiłek weselny. Następnie para wyjechała na krótki miesiąc miodowy do Petersburga w stanie Virginia.
Toczyło się wiele debat odnośnie do tego, jak niezwykłą parą byli Virginia i Edgar, biorąc pod uwagę ich wiek i pokrewieństwo. Uznany biograf Poego, Arthur Hobson Quinn, utrzymywał, że nie było w tym nic niezwykłego, a Poe nie nazywał swojej żony „Sis” czy „Sissy”. Inny biograf Poego, Kenneth Silverman, twierdził, że to wiek pary był niezwykły, a nie pokrewieństwo między nimi. Sugerowano, że więź łącząca Clemm i Poego przypominała bardziej relacje między rodzeństwem niż małżeństwem. Część naukowców, w tym Marie Bonaparte, odczytywała wiele z dzieł Poego pod kątem autobiograficznym i doszła do wniosku, że Virginia zmarła jako dziewica, ponieważ nigdy nie skonsumowała z mężem małżeństwa. Zgodnie z tą interpretacją Virginię obrazuje postać tytułowej bohaterki wiersza „Annabel Lee”: „dziewczę […] imieniem Annabel Lee”. Biograf Poego, Joseph Wood Krutch, sugerował, że Poe nie potrzebował kobiet „w sposób, w jaki potrzebują ich normalni mężczyźni”, gdyż stanowiły one dla niego źródło inspiracji i troski oraz nigdy nie interesowały Poego w sensie cielesnym. Przyjaciele Poego twierdzili, że para nie dzieliła małżeńskiego łoża przez co najmniej dwa pierwsze lata małżeństwa, ale że od momentu, kiedy Virginia skończyła 16 lat, prowadzili „normalne” małżeńskie życie aż do początku jej choroby.
Według wielu relacji Virginia i Poe stanowili szczęśliwą i oddaną sobie parę. Były pracodawca Poego, George Rex Graham, o związku pisarza z Virginią napisał tak: „Jego miłość do żony była swoistym uwielbieniem pełnym zachwytu dla ducha piękna”. Pewnego razu Poe napisał do przyjaciela: „Nikt wśród żyjących nie dorównuje urodą mojej małej żonie”. Z kolei Virginia według wielu współczesnych relacji niemal idealizowała męża. Często siadywała blisko niego, gdy pisał, utrzymywała jego pióra w porządku, a także składała i adresowała jego rękopisy. Swoją miłość do Poego wyraziła w akrostychu, który napisała, mając 23 lata, a dokładnie 14 lutego 1846 roku:

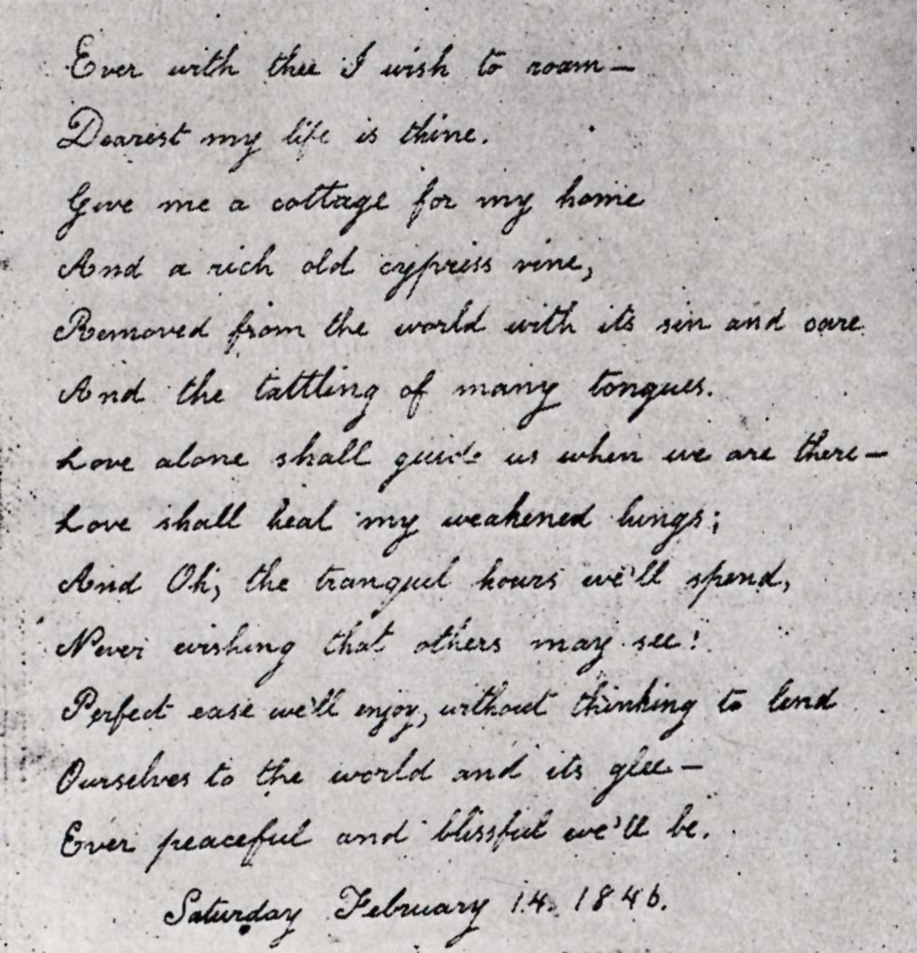
Rękopis walentynkowego wiersza Virginii do męża

Echem powtarzam – wieczny towarzyszu,

Drogie tak życie me w tobie.

Garściami dawaj – dom w wiejskim zaciszu,

A obok wilec pierzasty niech pnie się.

Rzuceni tam poza troski, grzech świata

Albo plotki języków tysiąca,

Li tylko miłość drogę nam wyznacza,

Lekiem jest też na me słabe płuca.

Ach, ciche tam godziny spędzimy,

Nigdy nie chcąc być oglądani!

Pysznym czasem się ucieszymy,

O świata uciechy nie zatroskani –

Edenu spokojem zawsze otuleni.

### Skandal z Osgood i Ellet
„Plotki języków tysiąca” w walentynkowym wierszu Virginii były odniesieniem do prawdziwych wydarzeń. W 1845 roku Poe zaczął flirtować z poetką Frances Sargent Osgood, trzydziestoczteroletnią mężatką. Virginia wiedziała o tej przyjaźni i możliwe, że nawet ją popierała. Często zapraszała Osgood do domu, wierząc, że starsza od niej kobieta ma „poskramiający” wpływ na Poego, który obiecał „zrezygnować ze środków pobudzających” i nigdy nie spożywał alkoholu w obecności Osgood.

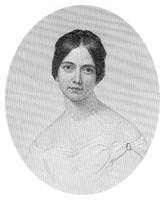
Frances Sargent Osgood

W tym samym czasie inna poetka, Elizabeth F. Ellet, zakochała się w Poem i była zazdrosna o Osgood. Poe w liście do Sary Helen Whitman nazwał miłość Ellet do niego „wstrętną” i napisał: „mogłem tylko odrzucić [jej miłość] ze wzgardą”. Jednak będąc redaktorem pisma Broadway Journal, drukował w nim wiele wierszy, które Ellet dla niego pisała. O Ellet mówiono, że jest wścibska i mściwa, a gdy odwiedziła dom Poego późnym styczniem 1846 roku, zobaczyła jeden z osobistych listów Osgood do poety. Według Ellet Virginia zwróciła jej uwagę na „okropne akapity” w liście Osgood. Ellet, motywowana zazdrością bądź pragnieniem wywołania skandalu, skontaktowała się z Osgood i zasugerowała jej, by wystrzegała się niedyskrecji i poprosiła Poego o zwrot listów. Następnie Osgood posłała Margaret Fuller i Anne Lynch Botta, by w jej imieniu poprosiły Poego o zwrot listów. Poe, rozwścieczony ich ingerencją, nazwał je „intrygantkami” i stwierdził, że Ellet powinna raczej „poszukać swoich własnych listów”, czym sugerował niedyskrecję z jej strony. Potem zebrał listy od Ellet i zostawił je w jej domu.
Choć Ellet już wcześniej otrzymała swoje listy, poprosiła brata, by „zażądał listów w moim imieniu”. Jej brat, pułkownik William Lummis, nie wierzył, że Poe już je oddał, i zagroził, że go zabije. By się bronić, Poe poprosił Thomasa Dunna Englisha o pistolet. English, przyjaciel Poego i pomniejszy pisarz, a także wykwalifikowany lekarz i prawnik, podobnie jak Lummis nie wierzył, że Poe zwrócił listy, a nawet podawał w wątpliwość ich istnienie. Najprostszym sposobem wyjścia z tej kłopotliwej sytuacji było, jak twierdził, „wycofanie się z bezpodstawnych oskarżeń”. Poe, rozzłoszczony, że ktoś śmiał nazwać go kłamcą, wyzwał Englisha na walkę na pięści. Po walce Poe stwierdził, że odniósł w niej zwycięstwo, choć według Englisha było inaczej, a poza tym twarz Poego mocno przeciął jeden z sygnetów lekarza. W wersji Poego poeta stwierdzał: „English dostał ode mnie cięgi, które będzie pamiętał do końca życia”. Tak czy inaczej, bójka jeszcze bardziej podsyciła plotki o romansie z Osgood.
Następnie w sprawę zaangażował się mąż Osgood i zagroził Ellet procesem, jeśli oficjalnie nie przeprosi za swoje insynuacje. W liście do Osgood Ellet odwołała swoje wcześniejsze wypowiedzi, stwierdzając: „List, który pokazała mi pani Poe musiał być fałszerstwem” stworzonym przez samego Poego. Całą winę zrzuciła na Poego, sugerując, że doszło do tego zajścia, ponieważ Poe był „niepohamowany i działał w obłędzie”. Ellet rozniosła plotkę o szaleństwie Poego, którą podchwycili inni wrogowie poety; doniesiono o tym także w gazetach. W piśmie Reveille z St. Louis donoszono: „W Nowym Jorku krąży plotka, iż pan Edgar Allan Poe, poeta i autor, jest obłąkany, a jego przyjaciele zamierzają umieścić go pod opieką doktora Brighama w szpitalu psychiatrycznym w Utice”. Skandal ucichł, dopiero gdy Osgood pogodziła się z mężem. Jednak całe wydarzenie miało ogromny wpływ na Virginię. Kobieta otrzymywała anonimy o rzekomych niedyskrecjach męża już w lipcu 1845 roku. Przypuszcza się, że związek z tymi listami miała Ellet, co tak bardzo zaniepokoiło Virginię, że na łożu śmierci miała stwierdzić, iż „zamordowała ją pani E.”.

### Choroba

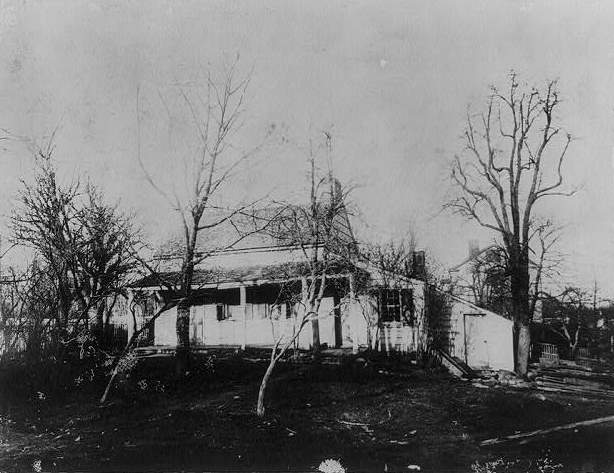
W tym domku położonym w obecnym okręgu Bronx w Nowym Jorku Virginia spędziła ostatni okres życia. Stan z 1900 roku

Do tego czasu Virginia nabawiła się gruźlicy, po raz pierwszy zaobserwowanej u niej w połowie stycznia 1842 roku. Kiedy Virginia śpiewała i grała na pianinie, zaczęła krwawić z ust. Jednak Poe stwierdził wtedy, że tylko „pękło jej naczynie krwionośne”. Virginia podupadała na zdrowiu i chorowała, co doprowadziło Poego do głębokiej depresji, szczególnie, że od czasu do czasu widać było oznaki poprawy zdrowia u jego żony. W liście do przyjaciela Poe opisał swój stan psychiczny wynikający z choroby żony: „Za każdym razem, kiedy czułem wszystkie męki jej umierania... i zawsze, gdy jej stan się pogarszał, kochałem ją jeszcze serdeczniej i trzymałem się kurczowo jej życia z jeszcze większym uporem. Lecz z natury jestem wrażliwy... nerwowy w bardzo nietypowym stopniu. Postradałem rozum, choć towarzyszyły temu długie przerwy okropnego pozostawania przy zdrowych zmysłach”.

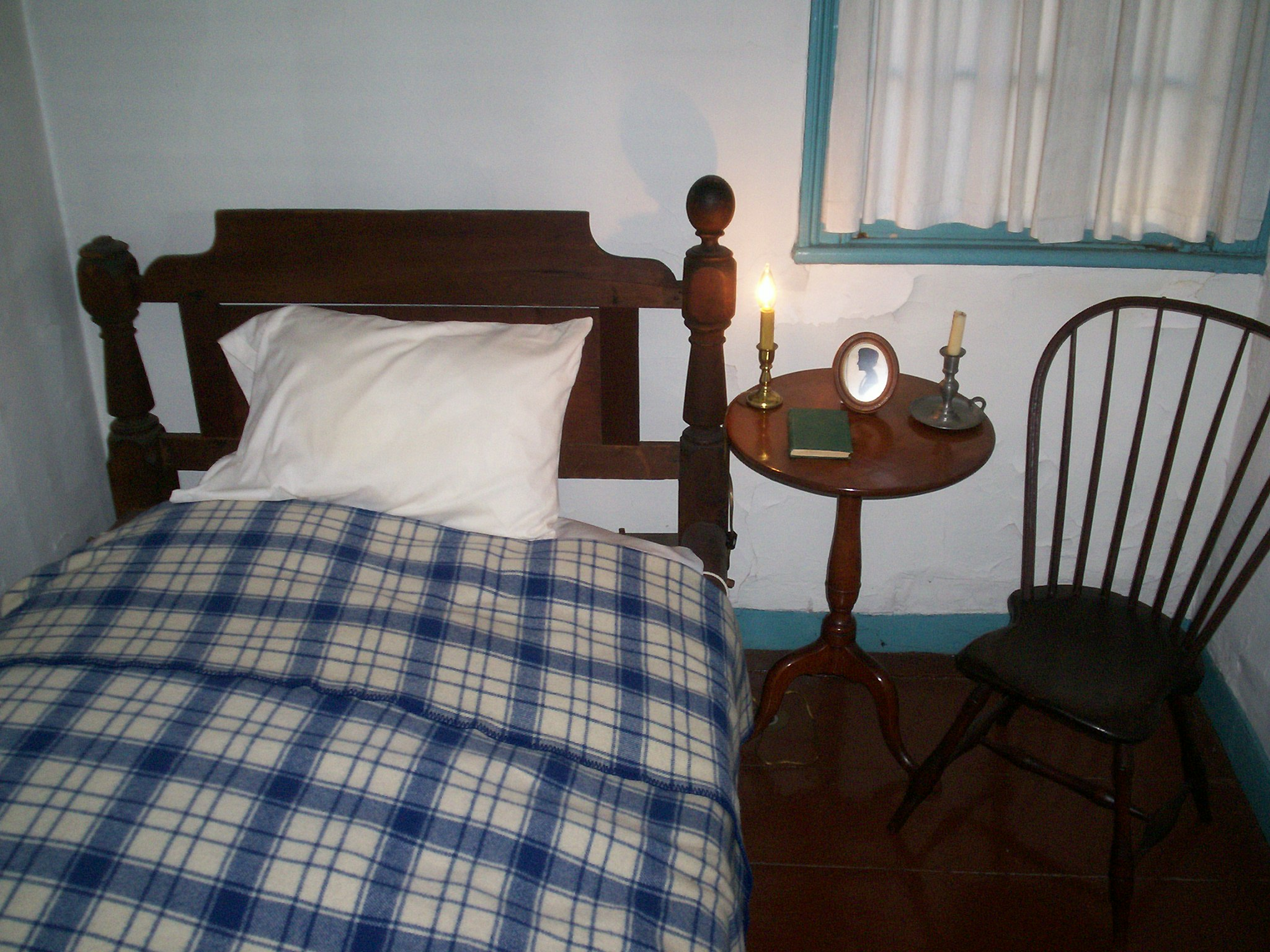
Sypialnia Virginii w domku Poe Cottage

Właśnie stan zdrowia Virginii mógł doprowadzić rodzinę Poe do przeprowadzki w nadziei, że znajdą dla niej zdrowsze otoczenie. Na początku lat czterdziestych XIX wieku przeprowadzali się kilkukrotnie w obrębie Filadelfii, a ich ostatni dom w tym mieście to obecnie muzeum Edgar Allan Poe National Historic Site w Spring Garden. W tym domu Virginia czuła się na tyle dobrze, by opiekować się ogrodem kwiatowym i zabawiać gości śpiewaniem i grą na harfie lub pianinie. Na początku kwietnia 1844 roku rodzina przeprowadziła się do Nowego Jorku, podróżując tam pociągiem i parowcem. Virginia czekała na pokładzie statku, aż jej mąż wystara się dla nich o miejsce w pensjonacie przy Greenwich Street. Jeszcze przed 1846 rokiem przyjaciółka rodziny, Elizabeth Oakes Smith, stwierdziła, że Virginia przyznała: „Wiem, że niedługo umrę. Zdaję sobie sprawę z tego, iż mój stan nie może się poprawić, ale chcę być tak szczęśliwa, jak to tylko możliwe, i uszczęśliwiać Egdara”. Obiecała mężowi, że po śmierci zostanie jego aniołem stróżem.

### Przeprowadzka do Fordham
W maju 1846 roku rodzina (Poe, Virginia i jej matka, Maria) przeprowadzili się do małego domku w Fordham, miejscowości położonej około 23 kilometrów pod Nowym Jorkiem. Dom przetrwał do dziś. W jedynym zachowanym liście Poego do Virginii, datowanym na 12 czerwca 1846 roku, Poe zachęcał ją, by była dobrej myśli: „Nie pozwól upaść swemu sercu w całej tej beznadziejności i ufaj jeszcze przez chwilę”. O niedawnej stracie Broadway Journal, jedynego pisma należącego do Poego, autor powiedział: „Powinienem był stracić odwagę, ale dla Ciebie... moja kochana, maleńka żono jesteś teraz moją największą i jedyną zachętą, by walczyć z nieprzychylnym, niezadowalającym i niewdzięcznym życiem”. Ale jeszcze przed listopadem tego samego roku stan zdrowia Virginii nie pozostawiał nadziei na poprawę. Objawami jej choroby były: nieregularny apetyt, rumieńce na policzkach, zmienny puls, nocne poty, gorączka, niespodziewane dreszcze, duszności, bóle w klatce piersiowej, kaszel i krwioplucie.
Nathaniel Parker Willis, przyjaciel Poego i wpływowy redaktor, 30 grudnia 1846 roku opublikował zawiadomienie, w którym prosił o pomoc dla rodziny, choć fakty, które podawał, nie do końca pokrywały się z prawdą:
„Choroba Edgarda Allana Poego – Z przykrością dowiedzieliśmy się, że poeta i jego żona są ciężko chorzy na gruźlicę, a nad ich doczesnymi sprawami zawisła groźba nieszczęścia. Pełni smutku nadmieniamy, że tak bardzo zubożeli, iż z trudnością wiążą koniec z końcem. Jest to zaiste ciężka dola, mamy więc nadzieję, ze przyjaciele i wielbiciele pana Poego niezwłocznie wyciągną do niego pomocną dłoń w tej jakże smutnej chwili potrzeby”.
Willis, który przez dwa lata nie korespondował z Poem i od tego czasu stracił własną żonę, był w tym okresie jedną z osób, które najbardziej wspierały Poego. Na Boże Narodzenie wysłał nawet Poemu i jego żonie inspirującą książkę pod tytułem The Marriage Ring; or How to Make a Home Happy.
Zawiadomienie to przypominało wcześniejsze, sporządzone dla matki Poego, Elizy Poe, gdy ta znajdowała się w ostatnim stadium gruźlicy. Inne gazety podjęły historię. „Na Boga!” – pisano w jednej – „czy możliwym jest, by literaci ze Związku pozwolili biednemu Poemu umrzeć z głodu i stawiać czoła żebractwu w Nowym Jorku? Takoż wynika z częstych doniesień gazet, w których stwierdza się, że Poe i jego żona są przykuci do łoża cierpienia, śmierci i choroby, bez grosza przy duszy”. Gazeta Saturday Evening Post zapewniała, że Virginia znajduje się w beznadziejnym stanie, a Poe jest osamotniony: „Mówi się, że Poe leży z groźnym zapaleniem mózgu, a jego żonę trawi ostatnie stadium gruźlicy – nie mają ani pieniędzy, ani przyjaciół”. Nawet redaktor Hiram Fuller, którego Poe wcześniej pozwał do sądu o zniesławienie, usiłował w gazecie New York Mirror zgromadzić wsparcie dla Poego i jego żony. „My, z którymi się kłócił, obejmiemy przywództwo” – napisał.
Virginię opisywano jako kobietę z ciemnymi włosami, fiołkowymi oczami i skórą tak bladą, że nazywaną „czystą bielą”, która była przyczyną „brzydkiej cery i psuła jej wygląd”. Jeden z gości rodziny Poe zauważył, że „czerwone zabarwienie nad policzkami było zbyt błyszczące”, co prawdopodobnie stanowiło jeden z symptomów choroby Virginii. Inny gość w Fordham napisał: „Pani Poe wyglądała bardzo młodo. Miała duże, czarne oczy, perłowo białą cerę, która była idealną bladością. Blada twarz, lśniące oczy i kruczoczarne włosy przydawały jej nieziemskiego wyglądu”. O owym nieziemskim wyglądzie wspominali także inni, sugerując, że przez to wyglądała nie do końca ludzko. William Gowans, który przez jakiś czas mieszkał z rodziną Poe, opisywał Virginię jako kobietę „niezrównanej urody i niezrównanego wdzięku, o wzroku hurysy i twarzy, która mogła pobudzić geniusza godnego Canovy do jej odwzorowywania”. Virginia mogła być troszeczkę pulchna, a według licznych współczesnych opisów i biografów zachowała swój dziecięcy wygląd nawet w ostatnich latach życia.
Gdy Virginia umierała, zapytała matkę: „Kochana… czy pocieszysz i zaopiekujesz się moim biednym Eddym – czy nigdy, ale to nigdy go nie zostawisz?”. Jej matka została z Poem aż do jego śmierci w 1849 roku. Kiedy Virginia umierała, rodzinę odwiedzało wielu gości, w tym stara przyjaciółka, Mary Starr. W pewnym momencie Virginia włożyła dłoń Starr w dłoń Poego i poprosiła, by „była dla Eddiego przyjaciółką i nigdy go nie zaniechała”. Virginią opiekowała się dwudziestopięcioletnia Marie Louise Shew. Shew, służąca jako pielęgniarka, znała się na opiece medycznej dzięki ojcu i mężowi, którzy byli lekarzami. Od niej Virginia dostała kołdrę, gdyż wcześniej jej jedynym okryciem był stary wojskowy płaszcz Poego. Otrzymywała także od Shew butelki wina, które wypijała, „uśmiechając się, nawet gdy miała problemy z przełykaniem”. Virginia pokazała też Poemu trzymany przez lata list od Louisy Patterson, drugiej żony przybranego ojca Poego, Johna Allana. List sugerował, że Patterson celowo przyczyniła się do zerwania kontaktów między Allanem i Poem.

### Śmierć

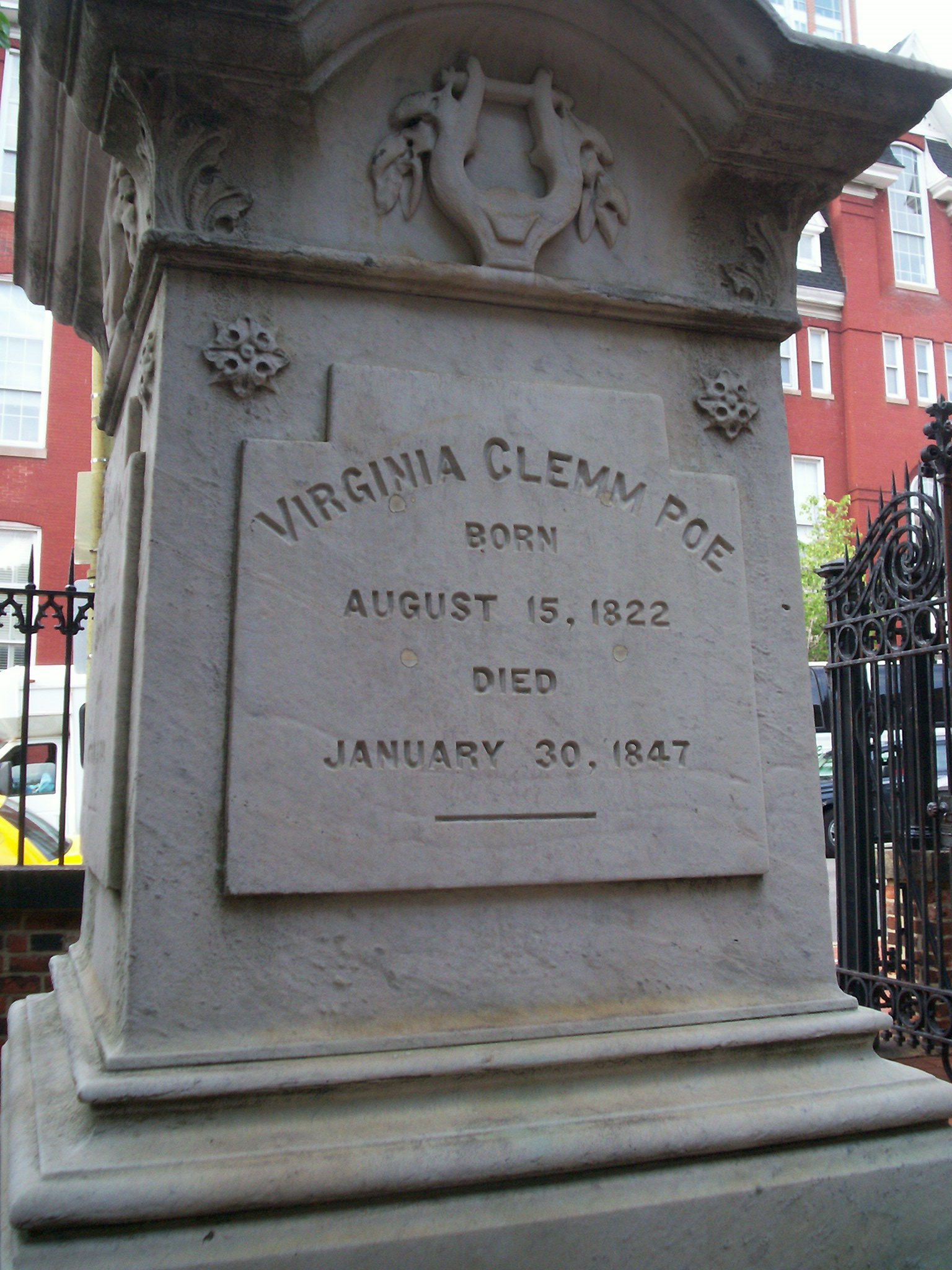
Nagrobek Virginii Clemm, Marii Clemm i Edgarda Allana Poego w Baltimore w stanie Maryland

Dwudziestego dziewiątego stycznia 1847 roku Poe napisał do Marie Louise Shew: „Ma droga Virginia jeszcze żyje, choć słabnie szybko i doświadcza wielkich boleści”.
Virginia zmarła następnego dnia, 30 stycznia, po pięciu latach zmagania się z chorobą. Shew pomagała w zorganizowaniu pogrzebu, a nawet kupiła trumnę. Doniesienia o śmierci ukazały się w kilku gazetach. Pierwszego lutego nowojorskie Daily Tribune i Herald zamieściły proste nekrologi: „W sobotę, 30 stycznia b.r., w wieku 25 lat na gruźlicę zmarła VIRGINIA ELIZA, żona EDGARDA ALLANA POEGO”. Pogrzeb odbył się 2 lutego 1847 roku. Uczestniczyli w nim między innymi Nathaniel Parker Willis, Ann S. Stephens i wydawca George Pope Morris. Poe nie chciał spojrzeć w twarz zmarłej żony, stwierdzając, że woli zapamiętać ją żywą. Choć teraz Virginia pochowana jest na cmentarzu Westminster Hall and Burying Ground, pierwotnie jej ciało spoczywało w grobowcu rodziny Valentine, od których Poeowie wynajmowali domek w Fordham.
Potwierdzono istnienie zaledwie jednego wizerunku Virginii, do namalowania którego posłużyły jej zwłoki. Kilka godzin po jej śmierci Poe zdał sobie sprawę z tego, że nie ma żadnej podobizny Virginii, więc zlecił namalowanie portretu akwarelami. Kobieta przedstawiona jest w „pięknej bieliźnie”, którą założyła jej Shew. To właśnie Shew mogła być artystką wykonującą portret, choć nie zostało to udowodnione. Na obrazie Virginia ma nieznacznie podwójny podbródek i orzechowe oczy. Portret przekazano rodzinie przyrodniej siostry Virginii, Josephine, żony Neilsona Poego.
W 1875, czyli w tym samym roku, kiedy po raz drugi pochowano zwłoki jej męża, cmentarz, na którym spoczywała Virginia, zniszczono, a o jej szczątkach niemal zapomniano. Jeden z pierwszych biografów Poego, William Gill zebrał jej kości i umieścił je w skrzynce, którą ukrył pod łóżkiem. Historię Gilla opisano w Boston Herald dwadzieścia siedem lat po tym wydarzeniu: mężczyzna twierdził, że odwiedził cmentarz w Fordham w 1883 roku dokładnie w chwili, gdy kościelny Dennis Valentine zagarnął kości Virginii na łopatę i był gotów, by wyrzucić je jako szczątki niczyje. Poe zmarł w 1849 roku, więc Gill zebrał szczątki Virginii i po listownym kontakcie z Neilsonem Poem i Johnem Prentissem Poem z Baltimore, doprowadził do umieszczenia skrzynki w niewielkiej brązowej trumnie po lewej stronie ciała Poego. Ostatecznie szczątki Virginii pochowano z jej mężem 19 stycznia 1885 roku – w dwudziestą szóstą rocznicę śmierci Poego i blisko dziesięć lat po wzniesieniu jego obecnego nagrobka. Kościelny biorący udział w pierwszym pogrzebie Poego, ekshumacji jego zwłok i kolejnych pochówkach, był także obecny podczas obrządków, w czasie których ciało Poego ostatecznie spoczęło obok Virginii i jej matki, Marii Clemm.

## Wpływ na Poego
Śmierć Virginii miała znaczący wpływ na Poego. Po śmierci żony Poe przez kilka miesięcy pogrążył się w głębokim smutku. Jeden z przyjaciół powiedział o nim: „strata żony była dla niego bolesnym ciosem. Kiedy odeszła, on zdawał się nie dbać o to, czy żyje godzinę, dzień, tydzień czy rok. Virginia była dla niego całym światem”. Rok po śmierci Virginii Poe napisał do przyjaciela, że doświadczył największego zła, jakie może ścierpieć człowiek, gdy – jak stwierdził – „żona, którą kochałem, jak żaden mężczyzna nie kochał wcześniej”, zachorowała. Kiedy Virginia wciąż walczyła z chorobą, Poe, po dość długim okresie abstynencji, zaczął pić. Ile alkoholu wypijał i jak często pozostaje sprawą dyskusyjną, poruszaną w okresie jego życia, jak również przez współczesnych biografów. Poe określał swoją emocjonalną odpowiedź na chorobę żony jako jego własną chorobę oraz twierdził, że znalazł na nią lek „w śmierci żony. Ją mogę znieść i naprawdę znoszę jak mężczyzna... to było straszne, niekończące się oscylowanie między nadzieją i rozpaczą, których
«nie» mogłem dłużej znieść bez zupełnej utraty zmysłów”.
Poe regularnie odwiedzał grób Virginii. Jak napisał jeden z jego przyjaciół, Charles Chauncey Butt: „Wiele razy po śmierci ukochanej żony można go było znaleźć, jak w głuchą zimową noc siedział w śniegu przy jej grobowcu, prawie zamarzając z zimna”. Jednak już niedługo po śmierci żony Poe zabiegał o względy kilku innych kobiet, w tym Nancy Richmond z Lowell w Massachusetts, Sary Helen Whitman z Providence w stanie Rhode Island i ukochanej z dzieciństwa, Sary Elmiry Royster z Richmond. Nawet pomimo tego Frances Sargent Osgood, którą Poe także próbował uwieść, wierzyła, „że Virginia była jedyną kobietą, którą kiedykolwiek darzył miłością”.

### Odniesienia w literaturze
Wiele utworów Poego interpretuje się autobiograficznie; wierzy się także, że niejeden z nich obrazuje długą walkę Virginii z gruźlicą i ostateczną śmierć kobiety. Najczęściej dyskutowany przykład to „Annabel Lee”. Często zakłada się, że inspiracją do tego wiersza, opisującego zmarłą, młodą oblubienicę i jej pogrążonego w żałobie kochanka, była Virginia, choć mogły to być także inne kobiety z życia Poego, w tym Frances Sargent Osgood i Sarah Helen Whitman. Wierzy się także, że podobny wiersz, „Ulalume”, to pamiątkowy hołd złożony Virginii; jest nim też „Lenore”, którego tytułową bohaterkę opisano jako „najsłodszą zmarłą, co tak młodo odeszła!”. Po śmierci Poego George Gilfillan z londyńskiego Critic stwierdził, że Poe ponosił odpowiedzialność za śmierć żony, „wpędzając ją przedwcześnie do grobu, by móc napisać Annabel Lee i Kruka”. Wspomniany wyżej krytyk albo nie wiedział, albo nie przejmował się tym, że „Kruk” został napisany i wydany dwa lata przed śmiercią Virginii.
Virginia jest także obecna w prozie Poego. Opowiadanie „Eleonora” – w którym narrator przygotowuje się do ślubu z kuzynką mieszkającą z nim i swoją matką – także może odnosić się do choroby Virginii. Kiedy Poe je pisał, u jego żony dopiero zaczynały pojawiać się symptomy choroby. Zaraz po tym para popłynęła do Nowego Jorku, by tam zamieszkać, a Poe wydał „Podłużną skrzynię” (1844 rok). Opowiadanie to, w którym mężczyzna opłakuje swoją młodą żonę podczas przewożenia jej ciała łodzią, prawdopodobnie sugeruje przeczucia Poego odnośnie do nadchodzącej śmierci żony. Kiedy statek tonie, mąż woli umrzeć, niż rozdzielić się z ciałem żony. Virginia mogła być także inspiracją do napisania opowiadania „Ligeja”, w którym tytułowa bohaterka zmaga się z powolną śmiercią. Po śmierci żony Poe przeredagował swoje pierwsze wydane opowiadanie pod tytułem „Metzengerstein”, usuwając kwestię narratora: „Chciałbym, by wszystko, co kocham, zginęło od tej delikatnej choroby”, co stanowiło nawiązanie do gruźlicy.